# Living Next Door to Alice
Singles de New World
Sister Jane
(1972) Rooftop Singing
(1973)
Singles de Smokie
I'll Meet You at Midnight
(1976) Lay Back in the Arms of Someone
(1977)
Clip vidéo
[vidéo] « Living Next Door to Alice », sur YouTube
Singles de Johnny Carver
Afternoon Delight
(1976) Down at the Pool
(1977)
Living Next Door to Alice est une chanson écrite par Nicky Chinn et Mike Chapman et originellement enregistrée par le groupe de pop australien New World. La chanson est sortie en single en 1975. L'enregistrement a été réalisé (produit) par Mickie Most.
Quelques années plus tard, la chanson a été reprise par le groupe de rock britannique Smokie, qui l'a sortie en single en 1976. Cette version, mettant en vedette la voix grognante et graveleuse de Chris Norman, a débuté à la 5e place au Royaume-Uni (en décembre 1976).

## Autres adaptations et interprétations
La chanson a été plus tard reprise par de nombreux autres artistes parmi lesquels le groupe néerlandais Gompie et le chanteur de country américain Johnny Carver.
Elle a été adaptée en plusieurs lanques (dont la version française de Jean Schmidt et Claude Carrère, La Porte d'en face, enregistrée par Sacha Distel et sortie en 1977).